# عمر ضياء الدين الداغستاني
عمر الحاج عبد الله ضياء الدين الداغستاني (1266هـ - 1849م في داغستان/1340هـ – 1920م في إسطنبول) هو محدث، واعظ وعالم مسلم من علماء أهل السنة والجماعة.

## مولده وبداياته
ولد عمر ضياء الدين في قرية مِيَتْلُوبْ في داغستان سنة (1266هـ - 1849م) في أسرة أوارية متدينة. والده الحاج عبد الله كان من علماء زمانه ومدرّسا ومنه تلقَّى عمر تعليمه الأول، فقد تعلم منه مبادئ العلوم الشرعية، واللغة العربية، ثم التحق بالمدرسة، وتابع دراسته فيها حتى درس كتاب «شرح العقائد» للتفتازاني.
وخلال الحرب الروسية القوقازية والتي قادها أئمة داغستان كالإمام غازي محمد والشيخ شامل والإمام حمزة، انضمَّ عمر ضياء الدين في شبابه إلى حركات الجهاد ضد الروس في بلاد القوقاز.
ثم لما استولت روسيا على داغستان وبقية بلاد القوقاز هاجر إلى الدولة العثمانية مع مئات آلاف الأسر القوقازية عام (1877- 1878 م).
نزل عمر ضياء الدين عاصمةَ الخلافة إسطنبول، وانضمَّ إلى الشيخ أحمد ضياء الدين الكومُش خانوي، وتابع يطلب العلم الذي بدأه في داغستان في زاوية الكومُش خانوي، وبها أجازه أحمد ضياء الدين في الفقه، والتفسير، والحديث، والعلوم الشرعية.

## توظيفه
- 1879م - 1894م مفتي الفوج (19) في الجيش العثماني الثاني في أدرنة،
- 1895م - 1902م نائب قاضي مدينة (مَالْكَرَا)،
- 1903م - 1904م قاضي في القضاء العالي في القدس،
- 1906م - 1908م نائب قاضي مدينة (تيكيرداغ)،

ولفترة من الزمن ترأس محكمتا الحقوق والجنايات أيضا.

## نفيه ورحلته إلى مصر
وبعد واقعة 31 آذار وعزل السلطان عبد الحميد الثاني عن الحكم نفي عمر ضياء الدين إلى المدينة المنورة، وقد اضطر للإقامة فيها مدة خمسة أشهر ونصف. وكان سبب نفي عمر ضياء الدين كتابه «أربعون حديثاً في حقوق السلاطين» حيث مدح فيه السلاطين العثمانيين.
أثناء تواجده في المدينة المنورة التقى وتعرف عمر على خديوي مصر عباس حلمي باشا فاصطحب معه عمر ضياء الدين إلى مصر، وأسكنه في قصره المُنْتَزَه مدة عشر سنوات وكان فيها شيخاً وإماماً للقصر.
وأثناء إقامته في مصر بدأت الحرب العالمية الأولى وحاول الإنجليز تجنيد بعض المرتزقة من المصريين بالمال ليقاتلوا الأتراك، فقام عمر ضياء الدين بكتابة المقالات، ونشر المنشورات لمنع هذا الأمر، ولتوعية الشعب. وبسبب هذه النشاطات قام الإنجليز بحبسه، وحكموا عليه بالإعدام، لكن الخديوي عباس حلمي باشا الذي كان موالياً للدولة العثمانية، والذي أراد الإنجليز إرساله إلى سويسرا عند بداية الحرب العالمية الأولى حتى يوضع تحت الإقامة الجبرية عندما علم بالحادث تدخَّل، وأخرج عمر ضياء الدين من الحبس.

## عودته إلى إسطنبول
بعد صدور العفو العام سنة 1912م عاد عمر ضياء الدين إلى إسطنبول. 
وفي الـ 5 آب 1919م تم تعيينه أستاذاً للخلافيات في المدرسة السليمانية (مدرسة المتخصصين)، ثم تم تعيينه أستاذًا للحديث الشريف في المدرسة نفسها في 27 تشرين الأول 1920م.
وقبل وفاته عرض عليه السلطان وحيد الدين منصب شيخ الإسلام، فرفض عمر قائلاً: «لا يمكن إشغال مقام الفتوى في بلد محتلّ».

## وفاته
توفي عمر ضياء الدين الداغستاني يوم الجمعة (30 نوفمبر 1920م) في الزاوية الكومُش خانوية، ووُورِيَ الثرى في مقبرة جامع السليمانية في المكان المخصص للشيخ أحمد ضياء الدين الكومُش خانوي وخلفائه.

## مؤلفاته
وقد انتشرت مؤلفاته في إسطنبول، وداغستان، ومصر، وطرابزون، وأدرنة، وطبعت بعدة مطابع. وله قصيدة باللغة الأوارية في مدح النبي صلى الله عليه وسلم المؤلَّف من ألف بيت، والتي لها شهرة واسعة في داغستان كشهرة المولد لسليمان تشلبي في تركيا، وله منظومة اسمها قصص الأنبياء، كتبها بلغة أوارية أيضا.
- التسهيلات العطرة في القراءات العشرة.
- المعجزات النبوية.
- سنن الأقوال النبوية من الأحاديث البخارية.
- زوائد الزبيدي.
- آداب قراءة القرآن.
- أربعون حديثاً في حقوق السلاطين.
- مرآة القانون الأساسي.
- زبدة البخاري.
- لغة الأوزان.